# Schaperpfeiff
Schaperpfeiff är en tysk-holländsk säckpipemodell med två oktavstämda borduner i en dubbel stock.
Den har en konisk spelpipa med dubbelt rörblad vilket ger en vass ton.
Schaperpfeiff har även funnits i Norden dit den kommit via Tyskland.
Den är oftast stämd i G, A, F, D eller Eb.